# Municipio de Vratsa
El municipio de Vratsa (en búlgaro: Община Враца) es un municipio búlgaro perteneciente a la provincia de Vratsa.
En 2011 tiene 73 894 habitantes, el 87,06% búlgaros y el 3% gitanos. La capital municipal es la también capital provincial Vratsa, donde viven cuatro de cada cinco habitantes del municipio.
Se ubica en el suroeste de la provincia.

## Localidades
Comprende la ciudad de Vratsa y los siguientes 22 pueblos:
| - Bánitsa - Beli Izvor - Veslets - Vírovsko - Vlasátitsa - Varbitsa - Goliamo Péshtene - Gorno Péshtene - Débene - Zgorígrad - Kostelevo | - Líliache - Liútadzhik - Malo Péshtene - Mrámoren - Nefela - Óhoden - Pávolche - Tishévitsa - Tri Kládentsi - Chelopek - Chiren |